# Hemidactylus beninensis
Hemidactylus beninensis es una especie de gecos de la familia Gekkonidae.

## Distribución geográfica yhábitat
Es endémica de las sabanas del sur de Benín; quizá en la zona adyacente de Nigeria.